# Grobowiec królewski w Seddin

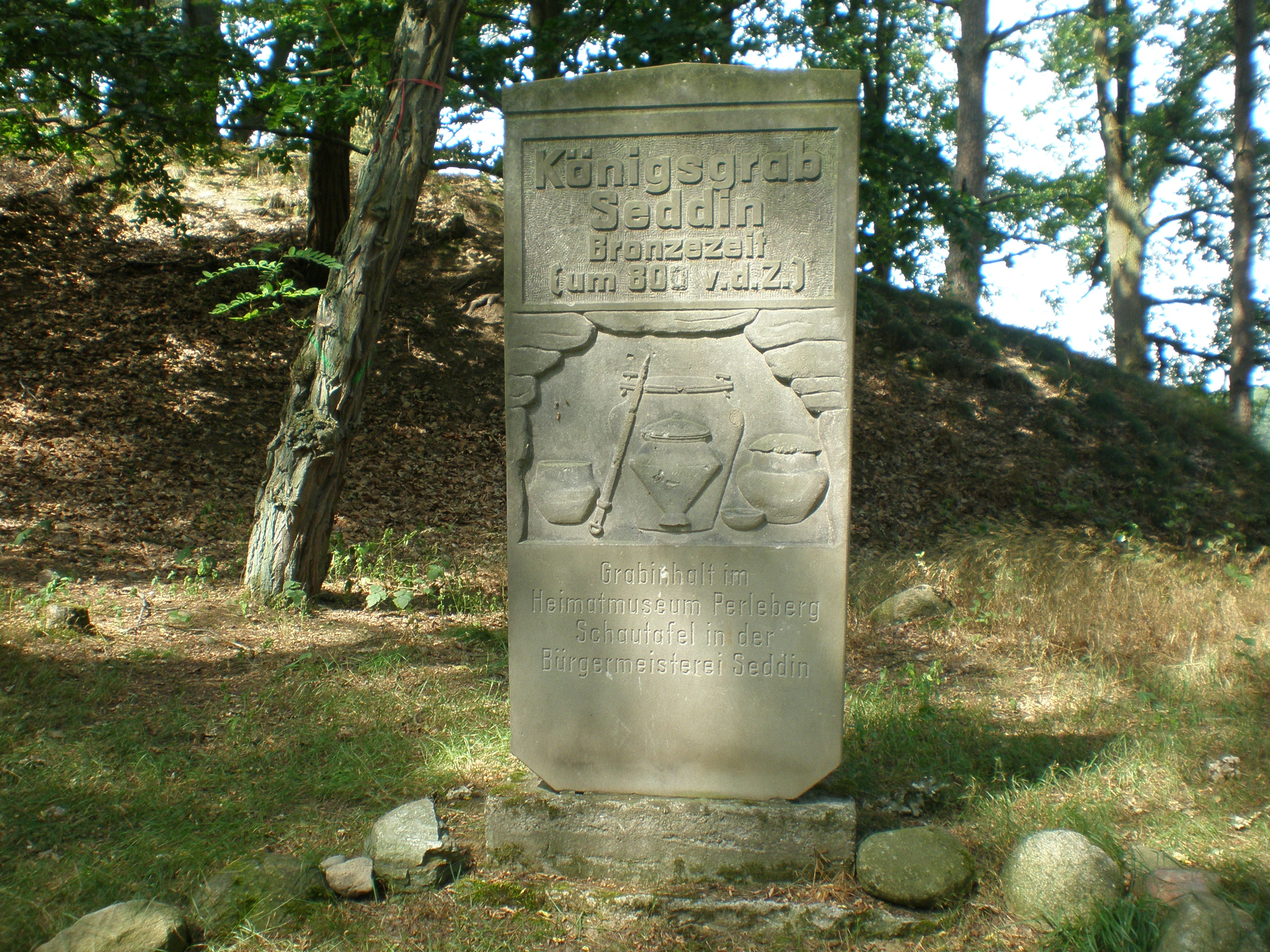
Płyta informacyjna przed grobowcem

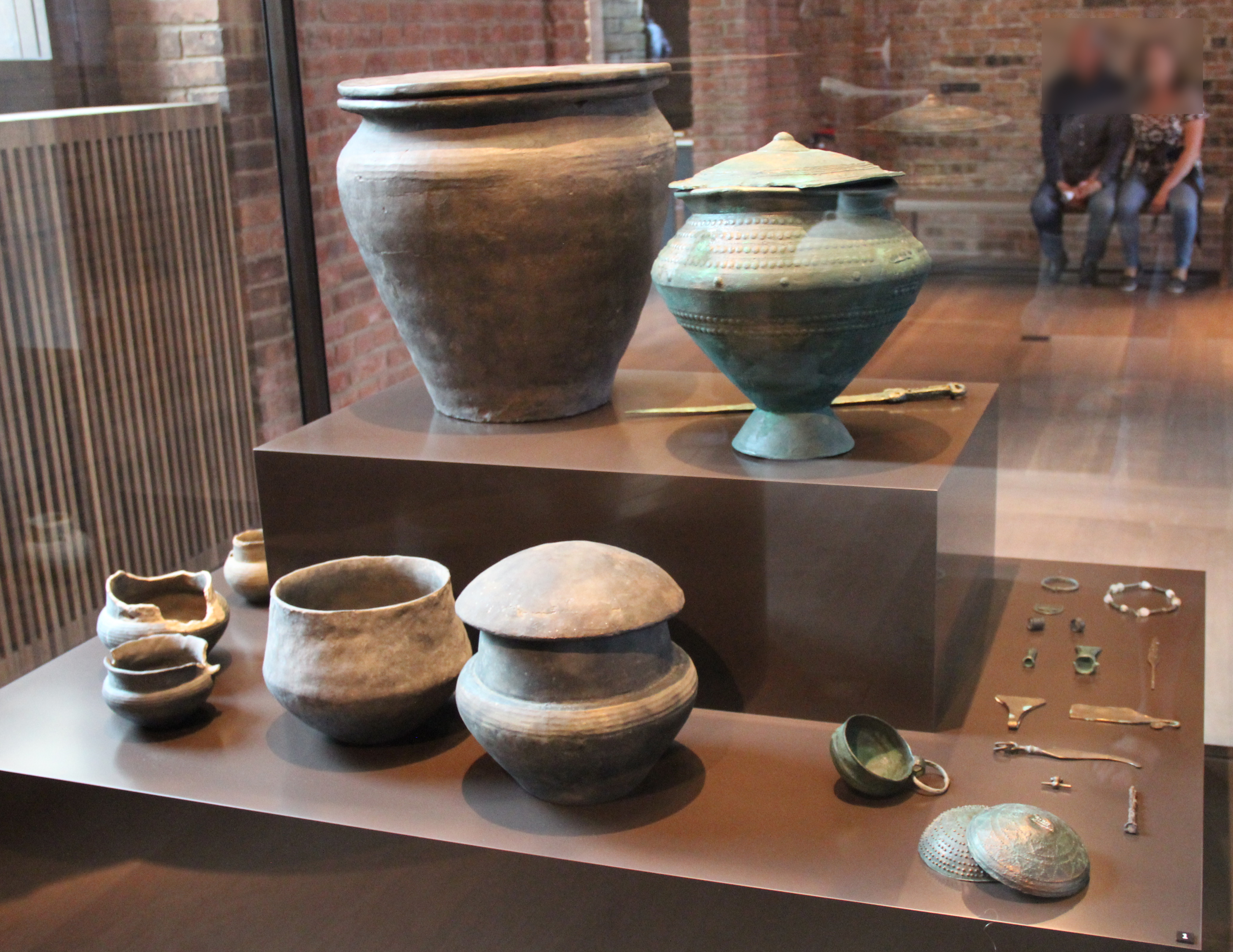
Skarb z grobowca w Seddin; Nowe Muzeum w Berlinie

Grobowiec królewski w Seddin – monumentalny kurhan, znajdujący się w miejscowości Seddin na północ od Poczdamu w niemieckiej Brandenburgii. Pochodzi z okresu kultury łużyckiej i datowany jest na VIII wiek p.n.e. Odkryto w nim jeden z najbogatszych pochówków młodszej epoki brązu w Europie Środkowej.
Kurhan mierzy 10 m wysokości i 85 m średnicy, a jego podstawa została oblicowana kamiennym wieńcem. W trakcie przeprowadzonych w 1889 roku prac archeologicznych we wnętrzu kopca odkryto kamienną komorę grobową o wysokości ponad 1,5 metra, zwieńczoną fałszywym sklepieniem, zawierającą tzw. pochówek królewski. Jej wewnętrzne ściany wylepione zostały gliną i pomalowane czerwoną oraz białą farbą. W komorze umieszczone było gliniane naczynie z pokrywką, wewnątrz którego złożono brązową popielnicę o wysokości 44 cm, zawierającą zwęglone kości mężczyzny w wieku około 30-40 lat. Obok złożono dwie mniejsze gliniane popielnice, zawierające szczątki kobiece. Wyposażenie grobowe stanowiły naczynia gliniane, 3 małe naczynie brązowe, naszyjnik, 2 żelazne szpile, brązowe paciorki spiralne, pierścionek, mała siekiera, nóż, pinceta, lancet, brzytwa i grzebień.